# 橋幸夫ベストヒット全曲集
『橋幸夫ベストヒット全曲集』は、2021年12月22日にビクターより発売された橋幸夫の32の楽曲を収録したベストアルバム（VICL-65645～6）。橋のデビュー以来60年間の良く知られたヒット曲を年代順に収録して「集大成ベスト」として制作されている。

## 概要
- 1960年7月、『潮来笠』（作詞：佐伯孝夫、作曲：吉田正）でデビューした[2]橋は、その年12月末に初のアルバムとなる『橋幸夫傑作集』をリリース[3]、その後、『橋幸夫ステレオハイライト』（第1集～第7集）をはじめ「ベストヒット」「全曲集」として多くのアルバムリリースしたが、今回は初期のLPでのシリーズもののように、発表順に大ヒット曲を中心に2枚のCDに収録している。
- 2019年に発売された60周年記念のベストアルバム『60周年記念デュエットベスト〜星よりひそかに 雨よりやさしく〜]』（VICL-65207）にデュエットでのヒット曲が網羅されているため、今回のアルバムでは、デュエット曲では『いつでも夢を』のみの収録となって、『若い東京の屋根の下』『今夜は離さない』など良く知られたデュエットソングでも含まれていない。
- 『今夜は離さない』が収録されなかったため、『野風増』も含めリバスター時代の楽曲は、今回1曲も含まれていない。
- NHK紅白歌合戦歌唱曲では、『俺ら次郎長』『お嬢吉三』『赤い夕陽の三度笠』『次郎長笠』の4曲が未収録となっている。
- そのほか良く知られたヒット曲では、『大東京音頭』、『僕等はみんな恋人さ』などが含まれていない。
- CD1枚目は、デビューの1960年『潮来笠』から1965年の『あの娘と僕（スイム・スイム・スイム）』までの楽曲16曲、CD2枚目には1966年『雨の中の二人』から2005年の『盆ダンス』までのヒット14曲に、近年の楽曲『ジェンカ』と今回アルバム初収録（CD-BOXでの収録はある）となる『ちゃっきり茶太郎』の2曲を加えた16曲の構成となっている。
- 「ジェンカ」は『いのちのうた（コロブチカ）』のカップリング曲だが、映画『クレヨンしんちゃん 爆盛!カンフーボーイズ〜拉麺大乱〜』の挿入歌で、その後TikTokなどでバズっているため、2008年の『橋幸夫ベスト〜踊り唄〜』についで2回目の収録となっている。

## 収録曲
CD-1
1. 潮来笠
作詞：佐伯孝夫、作・編曲：吉田正
1枚目シングル（VS-367、1960年7月5日発売）
第2回日本レコード大賞（新人賞）、大映映画『潮来笠』主題歌
2. おけさ唄えば
作詞：佐伯孝夫、作・編曲：吉田正
3枚目シングル（VS-407、1960年10月5日発売）
大映映画『おけさ唄えば』主題歌
3. 喧嘩富士
作詞：佐伯孝夫、作・編曲：吉田正
4枚目シングル（VS-420、1960年11月5日発売）
大映映画『喧嘩富士』主題歌
4. 木曽ぶし三度笠
作詞：佐伯孝夫、作・編曲：吉田正
5枚目シングル（VS-455、1960年12月10日発売）
大映映画『木曽ぶし三度笠』主題歌
5. 磯ぶし源太
作詞：佐伯孝夫、作・編曲：吉田正
6枚目シングル（VS-478、1961年3月5日発売）
第3回日本レコード大賞（作詞賞受賞曲）、大映映画『磯ぶし源太』主題歌
6. 南海の美少年（天草四郎の唄）
作詞：佐伯孝夫、作・編曲：吉田正
8枚目シングル（VS-506、1961年5月5日発売）
7. 沓掛時次郎
作詞：佐伯孝夫、作・編曲：吉田正
10枚目シングル（VS-534、1961年7月5日発売）
大映映画『沓掛時次郎』主題歌
8. 江梨子
作詞：佐伯孝夫、作・編曲：吉田正
17枚目シングル（VS-617、1962年1月10日発売）
大映映画『江梨子』主題歌
9. いつでも夢を（共演：吉永小百合)
作詞：佐伯孝夫、作・編曲：吉田正
27枚目シングル（VS-807、1962年9月20日発売）
第4回日本レコード大賞受賞曲、日活映画『いつでも夢を』主題歌
10. 舞妓はん
作詞：佐伯孝夫、作・編曲：吉田正
31枚目シングル（VS-927、1963年2月5日発売）
松竹映画『舞妓はん』主題歌
11. あゝ特別攻撃隊
作詞：川内康範、作・編曲：吉田正
47枚目シングル（SV-1、1964年2月25日発売）
12. 恋をするなら
作詞：佐伯孝夫、作・編曲：吉田正
54枚目シングル（SV-87、1964年8月5日発売）
第7回日本レコード大賞（企画賞受賞曲）、松竹映画『孤独』主題歌
13. ゼッケンNO.1スタートだ
56枚目シングル（SV-96、1964年9月20日発売）
作詞：佐伯孝夫、作・編曲：吉田正
第7回日本レコード大賞（企画賞受賞曲）
14. CHE CHE CHE（涙にさよならを）
作詞：佐伯孝夫、作・編曲：吉田正
59枚目シングル（SV-150、1964年11月20日発売）
第7回日本レコード大賞（企画賞受賞曲）、松竹映画『涙にさよならを』主題歌
15. 恋のインターチェンジ
作詞：佐伯孝夫、作・編曲：吉田正
61枚目シングル（SV-187、1965年2月20日発売）
16. あの娘と僕（スイム・スイム・スイム）
作詞：佐伯孝夫、作・編曲：吉田正
68枚目シングル（SV-248、1965年6月5日発売）
第7回日本レコード大賞（企画賞受賞曲）、松竹映画『あの娘と僕』主題歌

CD-2
1. 雨の中の二人
75枚目シングル（SV-348、1966年1月15日発売）
松竹映画『雨の中の二人』主題歌
作詞：宮川哲夫、作曲：利根一郎、編曲：一ノ瀬義孝
2. 恋と涙の太陽
作詞：佐伯孝夫、作・編曲：吉田正
81枚目シングル（SV-432、1966年6月23日発売）
松竹映画『恋と涙の太陽』主題歌
3. 霧氷
作詞：宮川哲夫、作曲：利根一郎、編曲：一ノ瀬義孝
84枚目シングル（SV-471、1966年10月15日発売）
第8回日本レコード大賞受賞曲
4. シンガポールの夜は更けて
作詞：佐伯孝夫、作・編曲：吉田正
85枚目シングル（SV-496、1966年12月10日発売）
松竹映画『シンガポールの夜は更けて』主題歌
5. 殺陣師一代
作詞：佐伯孝夫、作・編曲：吉田正
86枚目シングル（SV-520、1967年1月10日発売）
6. 恋のメキシカン・ロック
作詞：佐伯孝夫、作・編曲：吉田正
89枚目シングル（SV-558、1967年5月1日発売）
松竹映画『恋と夢と冒険』主題歌
7. 佐久の鯉太郎
作詞：佐伯孝夫、作・編曲：吉田正
93枚目シングル（SV-625、1967年10月5日発売）
8. 思い出のカテリーナ
作詞：橋本淳、作・編曲：すぎやまこういち
94枚目シングル（SV-636、1967年12月5日発売）
9. 京都・神戸・銀座
作詞：橋本淳／作曲・編曲：筒美京平
103枚目シングル	SV-812、1969年3月5日発売）
10. 東京-パリ
作詞：橋本淳／作曲・編曲：筒美京平
106枚目シングル（SV-903、1969年12月5日発売）
松竹・ワールドプロ提携映画『東京⇔パリ 青春の条件』主題歌
11. 子連れ狼
作詞：小池一雄、作・編曲：吉田正
115枚目シングル（SV-2219、1971年12月5日発売）
第14回日本レコード大賞（大衆賞）
日本歌謡大賞特別賞、日本有線大賞郵政大臣賞
全日本有線放送大賞特別賞
12. 噂の金四郎
作詞：千家和也、作曲：風間史郎、編曲：竜崎孝路
127枚目シングル（SV-2450、1974年11月25日発売）
テレビ朝日『ご存じ金さん捕物帳』主題歌
13. 面影渡り鳥
作詞：荒木とよひさ、作曲：吉田正、編曲：荒木圭男
165枚目シングル（VIDL-11015、1996年5月22日発売）
14. 盆ダンス
作詞：木下龍太郎、作曲：谷口尚久　編曲：伊豆のりお
171枚目シングル（VISL-30591、2005年2月18日発売）
15. ジェンカ
作詞・曲：R.Lehtinen、訳詞：亜蘭知子、編曲：多田三洋　編曲：伊豆のりお
173枚目シングル「いのちのうた（コロブチカ）」（VICL-36429、2008年5月17日発売）カップリング曲
『クレヨンしんちゃん 爆盛!カンフーボーイズ〜拉麺大乱〜』挿入歌
16. ちゃっきり茶太郎
作詞：鈴木紀代、作曲：影山時則、編曲：新田高史
180枚目シングル（VICL-37185、2016年7月20日発売）